# Air Bangladesh
Air Bangladesh is een voormalige Bangladese luchtvaartmaatschappij die werd opgericht in 2000 en failliet ging in 2005. Air Bangladesh beschikte over een Boeing 747 en stond op de Europese zwarte lijst door zijn slechte reputatie op het gebied van veiligheid.